# SM UB-55
L'SM UB-55 fu un sommergibile costiero appartenente al tipo UB III in servizio alla Kaiserliche Marine tedesca durante la prima guerra mondiale. Era uno dei 329 sottomarini che servirono l'impero tedesco e prese parte nella guerra navale nella prima battaglia dell'Atlantico.

## Storia
Il sommergibile UB-57, appartenente alla classe UB-III, fu impostato presso il cantiere navale AG Weser di Brema (numero costruzione 267) il 5 settembre 1916, varato il 9 maggio 1917 ed entrato in servizio il 1 luglio dello stesso anno. Il sommergibile UB-55 era lungo 55,85 m largo 5,8 m e con un pescaggio di 3,7 m. Aveva due alberi di trasmissione e a ciascuno di essi erano accoppiati un motore diesel Körting a 6 cilindri erogante 550 CV (405 kW) e un motore elettrico Siemens-Schuckert da 394 CV (290 kW). I due serbatoi di olio combustibile (35 + 36 t di olio combustibile) consentivano un'autonomia di 9.020 nm (16.710 km) a 6 nodi (11,1 km/h) in superficie. Con una carica delle batterie aveva una autonomia massima in immersione di 55 nm (102 km) a 4 nodi (7 km/h). La velocità massima raggiungibile era di 13,6 nodi (25,2 km/h) in superficie e 8 nodi (14,8 km/h) in immersione. L'armamento si componeva di un cannone SK L/30 da 88 mm e 5 tubi lanciasiluri (4 a prua e uno a poppa) da 500 mm (10 siluri). L'equipaggio era composto da 3 ufficiali e 31 tra sottufficiali e marinai. La profondità massima raggiungibile era pari a 50 metri che veniva raggiunta in 30 secondi. Il costo del sommergibile fu di 3.276.000 papiermark.
Il 30 agosto 1917 l'unità, al comando dell'oberleutnant zur see Rudolf Wenninger, fu assegnata alla 1ª Flottiglia sommergibili delle Fiandre e iniziò le operazioni belliche.
Lo UB-55 affondò per urto contro una mina il 22 aprile 1918 con la morte di tutti i 30 membri dell'equipaggio.
All'epoca il sommergibile aveva al suo attivo, in 7 missioni di pattugliamento, 21 affondamenti (20 navi mercantili e una nave ausiliaria da guerra) per un totale di 26.598 tonnellate di stazza e danneggiato altre 2 navi per un totale di 12.809 tonnellate.

### L'ultima missione
Il 21 aprile 1918 lo UB-55 lasciò la base di Zeebrugge, in Belgio, per la sua ultima missione di pattugliamento. A bordo vi erano il comandante Wenninger e 35 uomini, di 28 membri dell'equipaggio e 7 tirocinanti. Nelle prime ore del giorno il sommergibile raggiunse lo sbarramento di Dover, immergendosi per evitare di essere inquadrato dai proiettori. Poco dopo essersi immerso a quota periscopio, alle 05:05 si verificò un'esplosione sul lato di dritta tra la sala macchine e la poppa. Due compartimenti si allagarono immediatamente e il sottomarino si adagiò a circa 33 metri di profondità su un fondale sabbioso.
Uno degli ingegneri tentò di chiudere la porta stagna tra la sala macchine e la sala siluri, ma la cosa era impossibile. Ogni volta che si tentava di chiudere la porta, l'acqua entrata impediva la cosa entrando a fiotti nello scompartimento mentre gli uomini venivano gettati a terra.
Poiché le cisterne di zavorra di tribordo erano rotte il comandante non poteva portare lo UB-55 in superficie. L'equipaggio nelle sezioni di poppa e nella sala macchine era già morto annegato, mentre i sopravvissuti si trovavano vicino ai portelli a metà della nave e a prua. Dodici uomini nella parte anteriore e otto nel posto di comando centrale.
Quando le luci si spensero i sopravvissuti furono costretti a usare le lampade frontali e mentre si innalzava il livello dell'acqua ed aumentava la pressione dell'aria interna, avvertirono grandi mal di testa. La respirazione divenne difficile e dolorosa mentre la penetrazione dell'acqua di mare nei vani delle batterie provocò la fuoriuscita di gas cloro. Ne seguì il panico con due membri dell'equipaggio che tentarono il suicidio usando una pistola, senza successo perché le cartucce erano umide.
Dopo un'ora e mezza, quando l'acqua fredda raggiunse un'altezza di 1 metro, consentendo di equalizzare la pressione per aprire i portelli di fuga della torre anteriore e di collegamento. Wenninger sapeva che vi erano solo quattro apparecchi Dräger e divise i sopravvissuti in due gruppi. Sei uomini presso il portello della torre di comando e dodici uomini sotto il portello nella sala siluri.
Quando i portelli furono aperti, la maggior parte dell'equipaggio riuscì ad uscire all'esterno, favoriti dell'enorme bolla d'aria. Tuttavia, la maggior parte di essi ebbe embolie e sovraespansione polmonare e furono trovati morti in superficie. Otto sopravvissuti furono trovati a galleggiare in superficie, uno di essi era Wenninger, che fu raccolto e salvato dal peschereccio britannico Mate e uno che morì senza riprendere conoscenza durante il viaggio di ritorno a Dover. Degli altri, due sopravvissuti vomitavano sangue e olio, mentre gli altri non smettevano di urlare.
I sopravvissuti erano Ralph Wenninger, Friedrich Dietrich, Fritz Jahnke, Alex Neumann, Ewald Kestner e Peter Hammel. Dopo la guerra, Wenninger rimase in marina e si arruolò nella Luftwaffe il 1º marzo 1935 e morì in Italia in circostanze sconosciute il 13 marzo 1945. Dietrich morì sette mesi dopo l'affondamento di influenza spagnola presso il campo per ufficiali di Shipton.

## Lista affondamenti
| Data             | Nome          | Nazionalità           | Tonnellaggio | Destino     |
| ---------------- | ------------- | --------------------- | ------------ | ----------- |
| 5 novembre 1917  | Clan Cumming  | Gran Bretagna         | 4.808        | danneggiato |
| 7 dicembre 1917  | Proba         | Gran Bretagna         | 105          | affondato   |
| 8 dicembre 1917  | Corinto       | Norvegia              | 999          | affondato   |
| 11 dicembre 1917 | Argus         | Portogallo            | 100          | Sunk        |
| 11 dicembre 1917 | Ligeiro       | Portogallo            | 25           | affondato   |
| 11 dicembre 1917 | A Portuguesa  | Portogallo            | 107          | affondato   |
| 11 dicembre 1917 | Vigneira      | Portogallo            | 25           | affondato   |
| 16 dicembre 1917 | Foylemore     | Gran bretagna         | 3.831        | affondato   |
| 25 gennaio 1918  | Eastlands     | Gran Bretagna         | 3.113        | affondato   |
| 26 gennaio 1918  | Manhattan     | Gran Bretagna         | 8.001        | danneggiato |
| 29 gennaio 1918  | Addax         | Gran Bretagna         | 40           | affondato   |
| 29 gennaio 1918  | General Leman | Gran Bretagna         | 57           | affondato   |
| 29 gennaio 1918  | Ibex          | Gran Bretagna         | 42           | affondato   |
| 29 gennaio 1918  | Perriton      | Gran Bretagna         | 90           | affondato   |
| 29 gennaio 1918  | Perseverance  | Gran Bretagna         | 51           | affondato   |
| 30 gennaio 1918  | HMS Wellholme | Royal Navy            | 113          | affondato   |
| 14 marzo 1918    | A. A. Raven   | Stati Uniti d'America | 2.459        | affondato   |
| 21 marzo 1918    | Begonia       | Gran Bretagna         | 3.070        | affondato   |
| 23 marzo 1918    | Chattahoochee | Stati Uniti d'America | 8.007        | affondato   |
| 23 marzo 1918    | Madame Midas  | Gran Bretagna         | 1.203        | affondato   |
| 23 marzo 1918    | Mar Baltico   | Spagna                | 2.023        | affondato   |
| 23 marzo 1918    | Venborg       | Norvegia              | 1.065        | affondato   |
| 24 marzo 1918    | Fileur        | Francia               | 73           | affondato   |

### Annotazioni
1. ↑  I tonnellaggi sono espressi in tonnellate di stazza

### Fonti
1. ↑  Rössler 1979, p. 55.
2. 1 2 3 4  U-Boat.
3. ↑  Gröner, Jung, Maass 1991, pp. 25-30.
4. 1 2 3 4  Rössler 1996, pp. 85-86.
5. ↑  Herzog 2003, p. 60.
6. 1 2 3 4 5 6 7 8 9 10 11 12 13 14 15 16 17 18 19 20 21  Scuba.
7. ↑  U-Boat.